# Media (música)
La media es un palo flamenco, estilo musical de cante y baile español.
Se trata de un cante con copla de cinco versos octosílabos de rima consonante, que se suelen convertir en seis por repetición de uno de los dos primeros. 
La media pertenece junto con la granaína al grupo de los cantes de Levante. Su creación se atribuye a Antonio Chacón.